# Ботев (връх в Антарктика)
Вижте пояснителната страница за други значения на Ботев.
Ботев (на английски: Botev Peak) е свободният от лед връх с височина 370 м в южния край на рид Велека в хребет Фрисланд на Тангра планина, остров Ливингстън.

## Местоположение
Върхът е разположен на 1.48 км южно връх Велека, 740 м южно от Добричка могила, 4.06 км на запад-югозапад от връх Ямбол, 1.6 км източно от нос Барнард и 7.4 км югоизточно от връх Бин. Издига се над нос Барнард на запад, нос Ботев на юг и ледник Търново на изток-североизток.

## Картографиране
Българско топографско проучване от научната експедиция Тангра 2004/05. Върхът е картографиран от България през 2005 г. и 2009 г.

## Произход на името
Върхът получава името си от прилежащия нос Ботев. Дата на одобрение: 17 февруари 2004.

## Карти
- L.L. Ivanov et al. Antarctica: Livingston Island, South Shetland Islands (from English Strait to Morton Strait, with illustrations and ice-cover distribution). Топографска карта в мащаб 1:100000. София: Antarctic Place-names Commission of Bulgaria, 2005.
- Л. Иванов. Антарктика: Остров Ливингстън и острови Гринуич, Робърт, Сноу и Смит. Топографска карта в мащаб 1:120000. Троян: Фондация Манфред Вьорнер, 2009. ISBN 978-954-92032-4-0